# John Wiitala
John Wiitala (* um 1960) ist ein US-amerikanischer Jazzmusiker (Kontrabass).

## Leben und Wirken
Wiitala  arbeitete ab den frühen 1980er-Jahren in der Jazzszene der San Francisco Bay Area mit Musikern wie Richie Cole, Arturo Sandoval, Shorty Rogers und Jessica Williams (Nothin’ but the Truth, 1996, und …And Then, There’s This!, 1990). Er spielte auf Jazzfestivals auf der ganzen Welt, darunter auf dem Monterey Jazz Festival, North Sea Jazz Festival sowie den Festivals in Montreux, Detroit und von JVC/Concord. Er betätigte sich außerdem als Begleiter von Sängern wie Amikaeyla, Nicolas Bearde, Anya Malkiel, Ed Reed, Rebekah Victoria und Wesla Whitfield. Zudem war er an Aufnahmen mit Joe Cohn, Bruce Forman, Scott Hamilton, Erik Jekabson, Mark Levine, Sarah Manning, Jacqui Naylor, Randy Porter, Phil Ranelin, Adam Shulman, Anton Schwartz und Peter Zak beteiligt, laut Tom Lord zwischen 1980 und 2019 an 98 Aufnahmesessions. Zu hören ist er u. a. auch auf Ed Reeds Album I’m a Shy Guy: A Tribute to the King Cole Trio & Their Music (2013). 
Wiitala war (mit Beth A. Hoffman und Barbara Hauser) Mitherausgeber des Buchs A Diary of the Underdogs: Jazz in the 1960's in San Francisco (2013).